# Quirico Baccelli
Quirico (o Quirino) Baccelli (Lucca, 16 luglio 1914 – 17 ottobre 1966) è stato un politico italiano, deputato della Democrazia Cristiana dal 1953 al 1963.
È stato presidente onorario e poi, dal 1962 al 1966, effettivo della Lucchese.
Una via di Lucca è dedicata a lui e a Italico Baccelli, sindaco dal 1960 al 1965.